# Ángel Médici
Ángel Segundo Médici (Buenos Aires, 20 dicembre 1897 – 9 agosto 1971) è stato un calciatore argentino, di ruolo centrocampista.

## Caratteristiche tecniche
Giocava sia come difensore che come mediano destro. Nonostante la bassa statura, era dotato di buona elevazione; tra i tratti salienti del suo stile di gioco vi erano la grande mobilità e la capacità di recuperare palloni, abbinate a un costante e pugnace impegno.

## Carriera

### Club
Médici iniziò la propria carriera nel San Telmo; arrivò nel club nel 1915, e vi giocò come centrocampista difensivo. Nel biennio 1916-1917 rimase nella rosa della squadra blu e azzurra, mettendosi in evidenza e giocando con continuità: nel 1918 passò all'Atlanta, dove rimase sino al 1921; anche in tale compagine ebbe spazio, e nel 1922 passò al Boca Juniors per sostituire Alfredo López. Giunto nella nuova formazione, Médici esordì il 23 aprile 1922 contro lo Sportivo Dock Sud, gara valida per la Copa Campeonato e vinta dal Boca per 2-1. Divenne subito titolare della squadra, facendo parte dell'undici iniziale per tutte le rimanenti gare del torneo. Alla seconda stagione segnò la sua prima rete con la maglia giallo-blu: l'11 marzo 1923 marcò uno dei gol con cui il Boca superò lo Sportivo del Norte per 6-3. Durante quella annata, Médici fu titolare in ogni gara disputata dal Boca, compresi tre dei quattro spareggi per l'assegnazione del titolo; mancò l'ultimo, quello decisivo del 27 aprile 1924. Nel 1925 fu impiegato in sei delle sette partite giocate dal Boca in campionato, e partecipò alla tournée della squadra in Europa. Nel 1926 arrivò la sua seconda e ultima marcatura con il Boca: realizzò al 47º su calcio di rigore il gol che definì il 5-0 sull'El Porvenir il 9 maggio 1926. Ancora una volta, fu sempre presente in campionato, con 17 presenze su 17, e vinse il titolo di campione d'Argentina per la Asociación Argentina de Football. Nel 1927 AAF e AAm si riunirono, e il campionato venne allargato a 34 squadre. Médici giocò tutte le 33 gare del torneo; il 5 giugno si infortunò e dovette uscire dal campo al 45º, ma poté regolarmente tornare a giocare nell'incontro successivo, e di lì sino al termine della stagione fu presente in tutte le partite per tutti i 90 minuti. Il Boca giunse secondo in classifica, dietro al San Lorenzo de Almagro. Nel 1928 Médici giocò 32 gare su 35, contribuendo al secondo posto della propria squadra, che chiuse a un punto di distanza dai campioni dell'Huracán. Anche per il Concurso Estímulo 1929 fu titolare, e presenziò alla maggior parte degli incontri del Boca, che giunse sino in finale, venendo sconfitto per 2-1 dal Gimnasia La Plata; Médici non disputò l'incontro decisivo. Dopo cinque incontri nella Primera División 1930, Médici si ritirò dal calcio giocato; l'ultima sua partita fu Boca-Argentino de Banfield, vinta dai suoi per 3-1, del 6 gennaio 1931.

### Nazionale
Médici fu uno dei giocatori più convocati in Nazionale durante il periodo del dilettantismo calcistico in Argentina. La sua prima presenza con la selezione del suo Paese risale al 1922: in quell'anno partecipò alla Copa Nicanor R. Newton, alla Copa Roca e alla Copa Gran Premio de Honor Uruguayo (assommando dunque tre partite) e venne convocato per Brasile 1922. Rimasto inutilizzato per le prime due gare con Cile e Uruguay, fu schierato il 15 ottobre contro il Brasile come centromediano. Nel medesimo ruolo disputò l'incontro di chiusura del torneo, il 18 ottobre con il Paraguay. L'anno seguente giocò nuovamente Copa Roca e Copa Gran Premio de Honor Uruguayo, e fu chiamato per il Sudamericano, in programma a Montevideo. Esordì il 29 ottobre 1923 contro il Paraguay, nel suo ruolo abituale di mediano. Scese poi in campo contro Brasile (18 novembre) e Uruguay (2 dicembre). L'Argentina si classificò seconda, dietro all'Uruguay. Nel 1924 Médici giocò le due gare della Copa Rosa Chevalier Boutell, e fu ancora una volta inserito nella lista dei convocati per il torneo continentale. Impiegato come mediano, giocò tutte e tre le partite. Nel 1925 non partecipò alla Copa Rosa Chevalier Boutell, ma fu incluso nella rosa vincitrice del Sudamericano; fu poi convocato anche nel 1926. Nel campionato internazionale disputato a Santiago del Cile, Médici giocò le quattro partite, sempre da titolare. Nel 1927 scese in campo per la Copa Lipton, mentre nel 1928 venne aggregato alla spedizione olimpica argentina di Amsterdam 1928. Ai giochi in terra olandese debutta il 29 maggio contro gli Stati Uniti; è poi presente contro Belgio ed Egitto, e nella doppia sfida con l'Uruguay; al termine della competizione può fregiarsi dell'Argento olimpico.

## Palmarès

### Club
- Copa de Honor Cousenier: 1

Boca Juniors: 1920
- Copa Campeonato: 3

Boca Juniors: 1923, 1924, 1926
- Copa Ibarguren: 2

Boca Juniors: 1923, 1924
- Copa de Competencia Jockey Club: 1

Boca Juniors: 1925
- Copa Estímulo: 1

Boca Juniors: 1926
- Primera División (AAAF): 1

Boca Juniors: 1930

### Nazionale
- Campeonato Sudamericano de Football: 1

Argentina 1925
- Argento olimpico: 1

Amsterdam 1928